# Samosąd

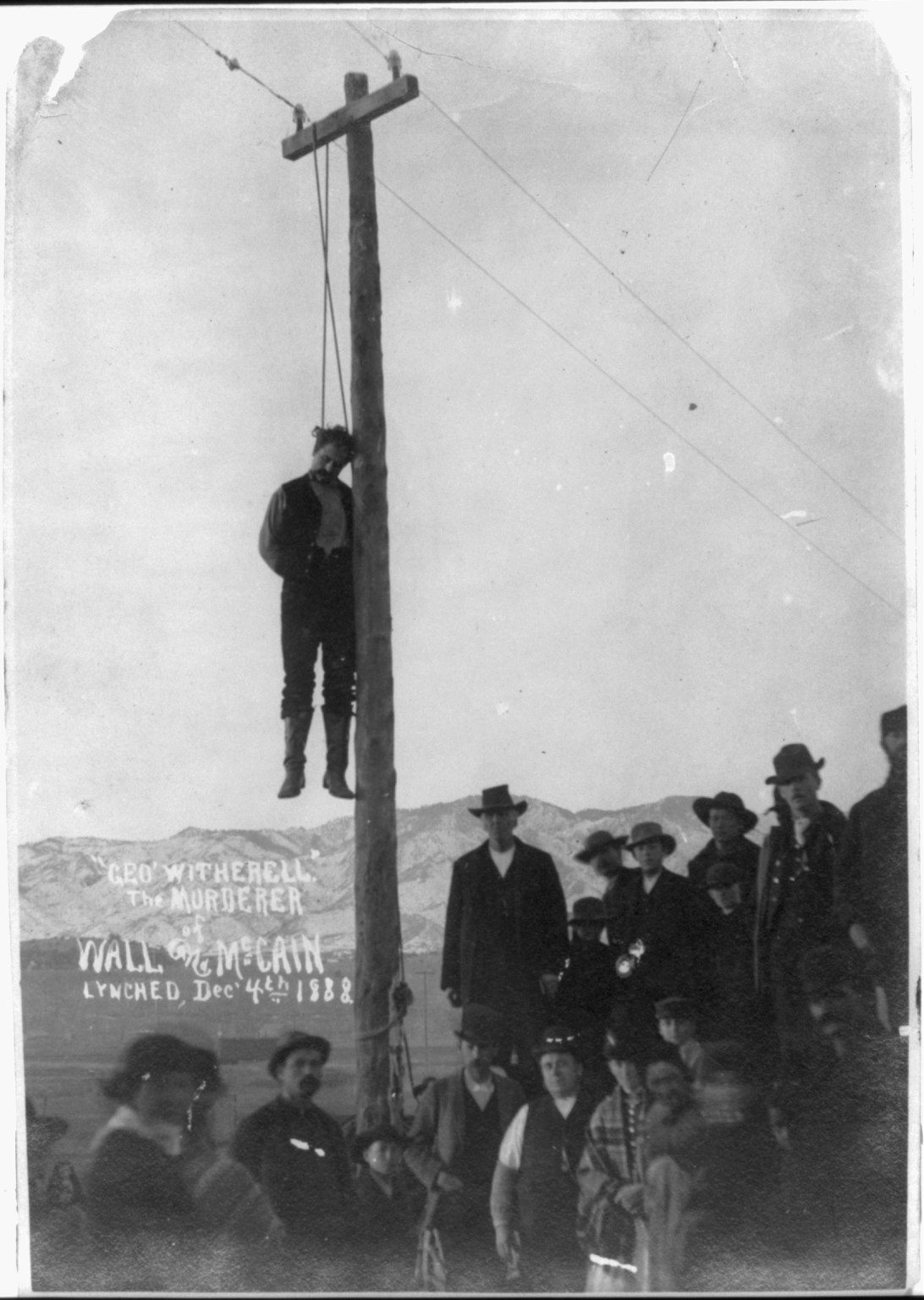
Samosąd wykonany na George’u Witherell, 4 grudnia 1888

Samosąd, lincz (ang. lynch) – samowolne osądzenie i ukaranie domniemanego przestępcy przez osoby do tego nieuprawnione, pomijając postępowanie sądowe.
Za przykład samosądu może posłużyć spontaniczne wykonanie kary śmierci przez tłum krótko po wzbudzającym silne emocje zdarzeniu.

## Znane przypadki wPolsce
- 28 czerwca 1794 – w czasie insurekcji kościuszkowskiej – wieszanie uwięzionych zdrajców (targowiczan) w Warszawie
- 15/16 sierpnia 1831 – w czasie powstania listopadowego zamordowano w Warszawie ok. 34 osób oskarżanych o szpiegostwo lub zdradę
- 1 lipca 2005 – lincz we Włodowie – recydywista nękający mieszkańców został zaatakowany przez rozwścieczonych mieszkańców